# Niigata
Niigata (新潟市, Niigata-shi) est le chef-lieu et la ville la plus peuplée du département de Niigata, au Japon.

## Géographie

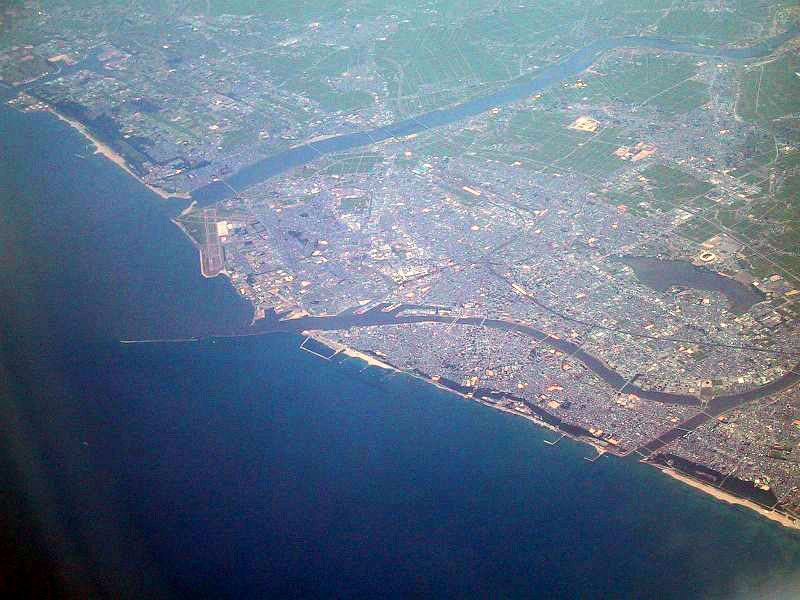
Vue aérienne de Niigata.

### Situation
Niigata est une ville située dans le centre de la préfecture de Niigata, sur l'île de Honshū, au Japon. Elle est bordée par la mer du Japon au nord-ouest.

### Municipalités voisines
| mer du Japon             | mer du Japon | Seirō, Shibata |
| mer du Japon             | Niigata      | Agano          |
| Tsubame, Yahiko, Nagaoka | Kamo, Sanjō  | Gosen, Tagami  |

### Démographie
En 2016, la ville comptait une population estimée à 808 268 habitants, répartis sur une superficie de  726,45 km2 (densité de population de 1 110 hab./km2). En mai 2024, la population était estimée à 757 730 habitants.

### Divisions administratives

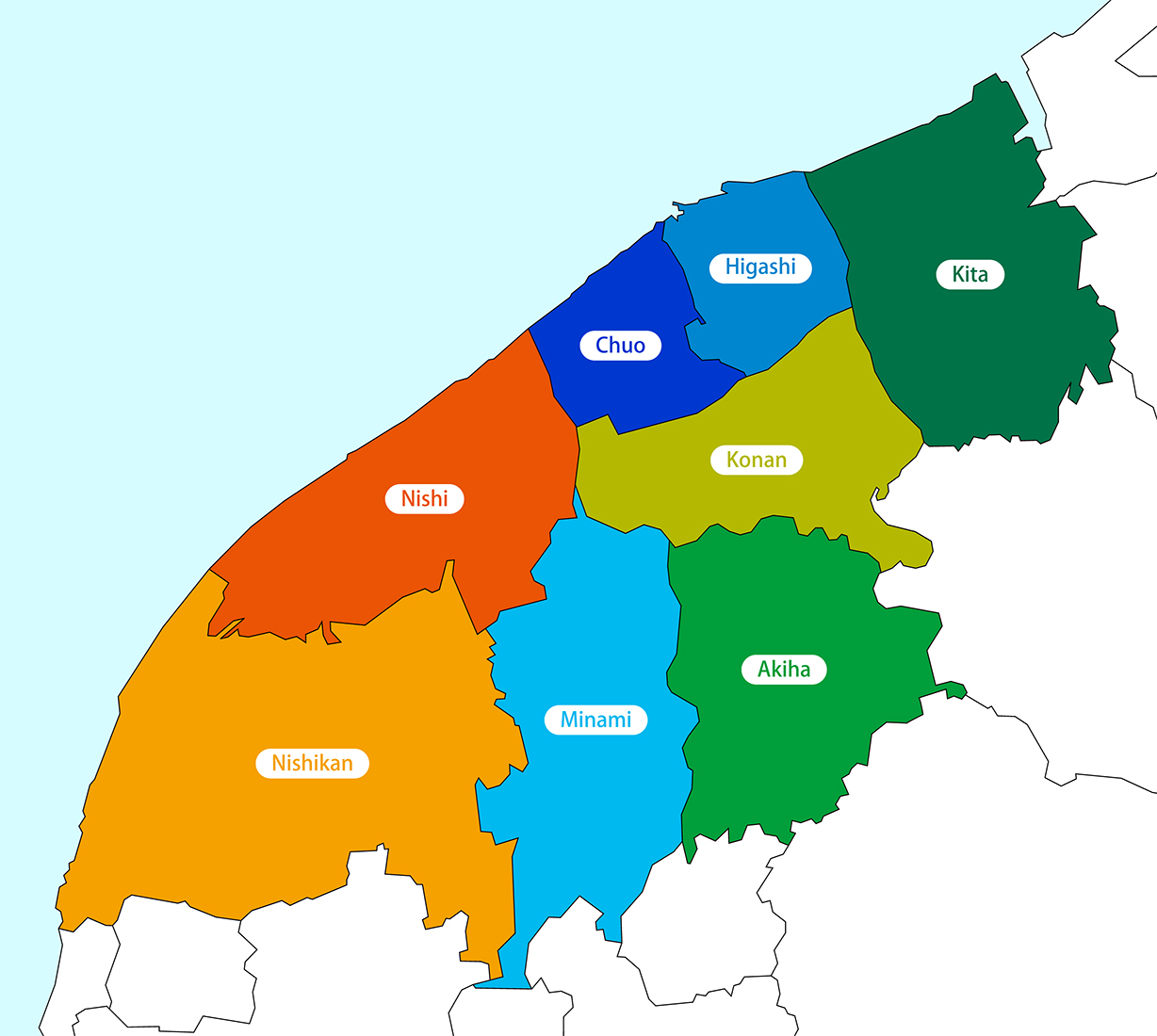
Les arrondissements de Niigata.

Depuis 2007, Nigata est divisée en huit arrondissements :
| - Kita-ku - Higashi-ku - Chūō-ku - Kōnan-ku |  | - Akiha-ku - Minami-ku - Nishi-ku - Nishikan-ku |

### Climat
| Mois                                             | jan.       | fév.      | mars      | avril     | mai       | juin     | jui.      | août      | sep.      | oct.      | nov.      | déc.      | année     |
| ------------------------------------------------ | ---------- | --------- | --------- | --------- | --------- | -------- | --------- | --------- | --------- | --------- | --------- | --------- | --------- |
| Température minimale moyenne (°C)                | 0,1        | −0,1      | 2,4       | 7         | 12,7      | 17,7     | 21,8      | 23,3      | 19        | 12,8      | 6,9       | 2,4       | 10,5      |
| Température moyenne (°C)                         | 2,5        | 3,1       | 6,2       | 11,3      | 16,7      | 20,9     | 24,9      | 26,5      | 22,5      | 16,7      | 10,5      | 5,3       | 13,9      |
| Température maximale moyenne (°C)                | 5,3        | 6,4       | 10,3      | 16,1      | 21,3      | 24,8     | 28,7      | 30,8      | 26,4      | 20,7      | 14,3      | 8,7       | 17,8      |
| Record de froid (°C) date du record              | −11,7 1939 | −13 1942  | −6,4 1936 | −2,5 1936 | 2 1929    | 6,7 1888 | 11,4 1909 | 14,5 1956 | 7,9 1906  | 3 1983    | −1,8 1970 | −9,5 1969 | −13 1942  |
| Record de chaleur (°C) date du record            | 15,3 1997  | 21,3 2004 | 25,1 1905 | 30,7 1987 | 32,9 1998 | 35 1944  | 38,5 1920 | 39,9 2018 | 38,8 2020 | 33,3 1945 | 27,2 1977 | 23,6 1929 | 39,9 2018 |
| Ensoleillement (h)                               | 123,5      | 122,2     | 155,4     | 177,3     | 182,4     | 133,1    | 142,7     | 182,7     | 142,7     | 156       | 140,7     | 134,4     | 1 794,1   |
| Précipitations (mm)                              | 53,3       | 65,1      | 106,2     | 117       | 151,4     | 199,7    | 223,6     | 153,8     | 178,5     | 143,2     | 73,9      | 57,3      | 1 522,9   |
| dont neige (cm)                                  | 5          | 7         | 1         | 0         | 0         | 0        | 0         | 0         | 0         | 0         | 0         | 2         | 15        |
| Nombre de jours avec précipitations              | 21,1       | 16,8      | 15,5      | 11,5      | 10,1      | 9,5      | 12,5      | 10        | 11,8      | 13,6      | 17,7      | 21,5      | 171,5     |
| dont nombre de jours avec précipitations ≥ 10 mm | 6,8        | 3,9       | 4         | 3,6       | 3,1       | 3,9      | 6,1       | 4,4       | 4,8       | 5,6       | 8         | 8,5       | 62,7      |
| Humidité relative (%)                            | 67         | 65        | 61        | 59        | 60        | 66       | 69        | 66        | 67        | 68        | 68        | 68        | 65        |
| Nombre de jours avec neige                       | 11,5       | 10,7      | 2,8       | 0,2       | 0         | 0        | 0         | 0         | 0         | 0         | 0,2       | 4,8       | 30        |

| Diagramme climatique                                  |             |              |          |               |               |               |               |             |               |             |            |
| J                                                     | F           | M            | A        | M             | J             | J             | A             | S           | O             | N           | D          |
| 5,30,153,3                                            | 6,4−0,165,1 | 10,32,4106,2 | 16,17117 | 21,312,7151,4 | 24,817,7199,7 | 28,721,8223,6 | 30,823,3153,8 | 26,419178,5 | 20,712,8143,2 | 14,36,973,9 | 8,72,457,3 |
| Moyennes : • Temp. maxi et mini °C • Précipitation mm |             |              |          |               |               |               |               |             |               |             |            |

## Histoire
Le site de Niigata est habité depuis la période Jōmon. Selon le Nihonshoki, une forteresse y a été construite vers 647. Cependant la ville de Niigata ne commence à se développer qu'au XVIe siècle, lorsqu'un port y est construit[réf. nécessaire].
C'est en 1564 que l'on trouve la première mention du nom de Niigata pour désigner la ville portuaire à l'embouchure de la Shinano. La province d'Echigo (ancien nom de la région de Niigata) doit notamment son essor aux prouesses militaires de Uesugi Kenshin[réf. nécessaire]. 
Niigata prospère et est l'une des cinq villes à être ouvertes au commerce international à la suite du traité d'Amitié et de Commerce signé avec les États-Unis, en 1858. Dès 1858, à la fin du Bakufu, la ville est désignée pour devenir un port franc, mais la profondeur des eaux du port étant insuffisante, elle ne s'est effectivement ouverte au commerce avec l'étranger qu'en 1869[réf. nécessaire].
En 1886, le premier pont Bandai est construit sur le fleuve Shinano pour relier la rive est de la ville de Niigata à Nuttari sur la rive Ouest et est depuis le centre de Niigata et de son agglomération. Cet édifice de bois mesurait alors 723 m de longueur, le pont le plus long du Japon pour l'époque. L'actuel pont qui est devenu un des symboles de la ville a été construit en 1929, ses six arches enjambent le fleuve sur une longueur de 306,9 mètres[réf. nécessaire].
Niigata devient officiellement une municipalité le 1er avril 1889.
Niigata était l'une des quatre villes avec Hiroshima, Kokura et Nagasaki à avoir été choisies pour un raid atomique si le Japon ne capitulait pas durant la Seconde Guerre mondiale,. 
Jusqu'aux années 1950, Niigata avait pour particularité d'être parcourue de canaux, ce qui lui a valu le surnom « Ville de l'eau » ou encore de « Petite Venise ». Ces canaux étant bordés de saules (qui se dit yanagi ou ryû en japonais), de nombreux édifices de la ville portent un nom faisant allusion à cet arbre. Citons par exemple le théâtre de Ryûtopia ou bien encore le pont de Ryûtohashi.
Durant les années 1960, plusieurs cas de la maladie de Minamata se déclarèrent à Niigata[réf. nécessaire].
Un important séisme d'une magnitude de 7.5 a lieu dans le département de Niigata le 16 juin 1964. Il provoque l'affaissement de nombreux immeubles, et est notamment suivi d'un tsunami de 4 m pour la plus haute vague. Ce tremblement de terre touche une agglomération déjà dévastée par l'important incendie du 1er novembre 1955. Plus récemment, la ville et ses environs ont été secoués le 23 octobre 2004 (voir l'article principal séisme de 2004 de Chūetsu), et le 16 juillet 2007 par un séisme de magnitude 6,3 sur l'échelle de Richter (voir séisme de 2007 de Chūetsu-oki)[réf. nécessaire].
En 2007, Niigata est devenue une ville désignée par ordonnance gouvernementale[réf. nécessaire].

## Économie
Niigata est le premier producteur de riz du Japon[réf. nécessaire].
Le fabricant de véhicules et d'équipements ferroviaires Niigata Transys y possède une usine[réf. souhaitée].

## Transports
L'aéroport de Niigata est situé à 15 km au nord du centre-ville. Ouvert en 1973, avec une ligne reliant Niigata à Khabarovsk en Russie, de nos jours il dessert notamment Osaka, Sapporo, Fukuoka, Naha, Kōbe, Nagoya et l'île de Sado. Les destinations internationales sont Khabarovsk, Vladivostok, Harbin, Séoul, Shanghai et Guam[réf. souhaitée].
Depuis 1982 la gare de Niigata est desservie par la ligne Shinkansen Jōetsu, à l'époque le terminus est à Omiya, la ligne est prolongée en 1985 jusqu'à Ueno, puis jusqu'à Tokyo en 1991[réf. nécessaire].
Des liaisons maritimes régulières vers Otaru et Tomakomai, sur l'île d'Hokkaidō, sont assurées par la compagnie Shin Nihonkai Ferry[réf. souhaitée].

## Éducation
Le principal pôle éducatif de Niigata est l'université de Niigata, fondée en 1949. Elle regroupe diverses disciplines : droit, économie, médecine, sciences, agriculture, etc. On y trouve aussi d'autres universités privées (principalement pour la pharmacie et la santé). Niigata se distingue par la vigueur de ses écoles professionnelles (senmon-gakkô)[réf. nécessaire].

## Culture locale et patrimoine
La ville de Niigata possède un aquarium : Marinepia[réf. souhaitée].

### Patrimoine culturel
La ville de Niigata compte neuf musées d'art (dont le musée musée préfectoral Bandaijima (ja)), vingt-quatre muséums (dont le musée du cerf-volant à Shirone, ou encore celui du pétrole), le musée des Cultures du Nord (en), un musée en plein air, et le musée d'histoire de la ville de Niigata (en), également appelé « Minatopia » et installé dans l'ancienne maison mère de la banque Daishi-ginkô[réf. souhaitée].

### Patrimoine naturel
- Le parc naturel de la lagune Fukushima (ja).

### Événements
La fête traditionnelle annuelle de Niigata a lieu au début du mois août et en septembre, le Sô-odori matsuri anime alors les rues de la ville de ses danses. 
Depuis 1965, Niigata a son champ de courses entièrement rénové en 2001[réf. souhaitée]. 

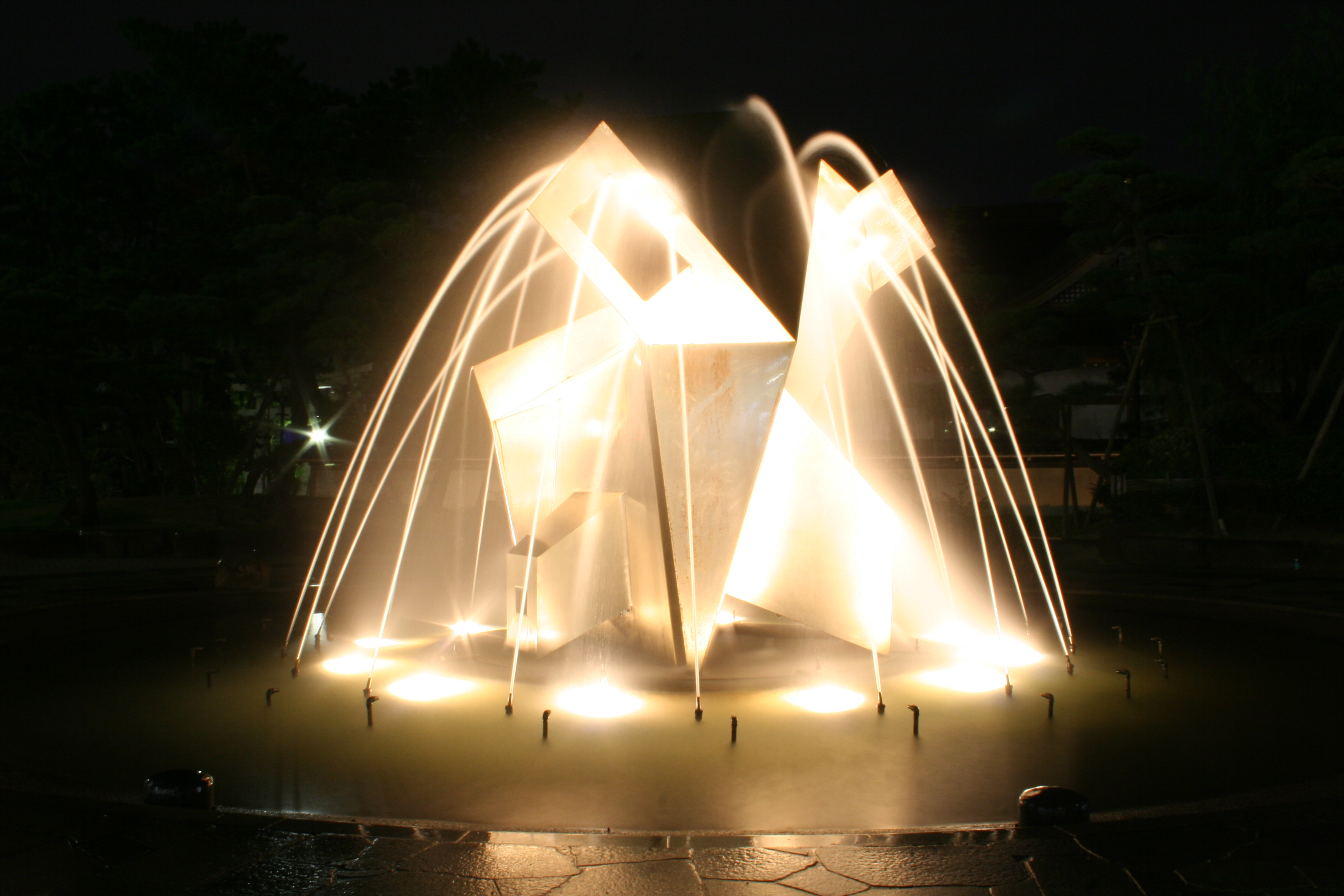
Fontaine du parc Hakusan.
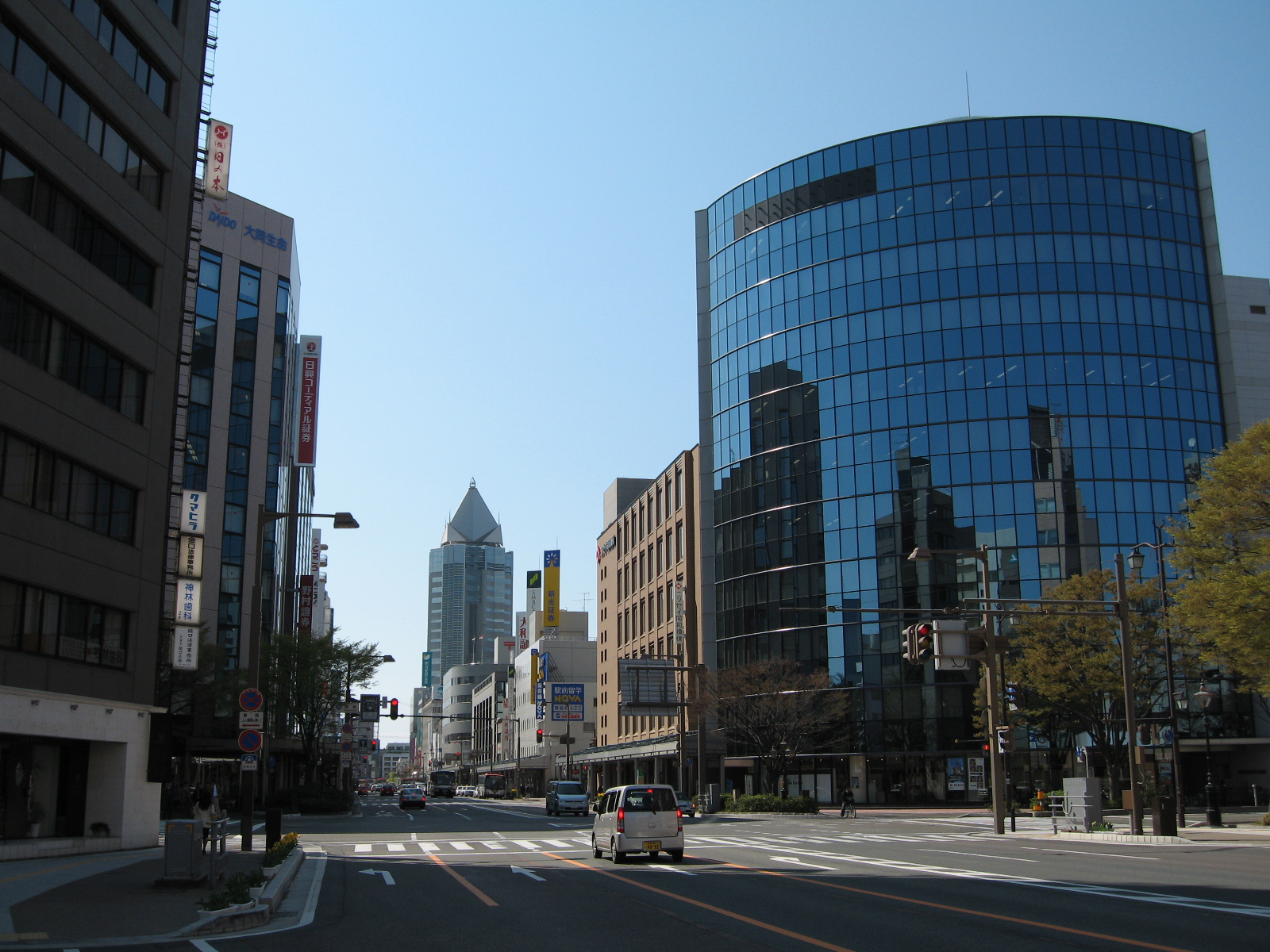
Le centre-ville.
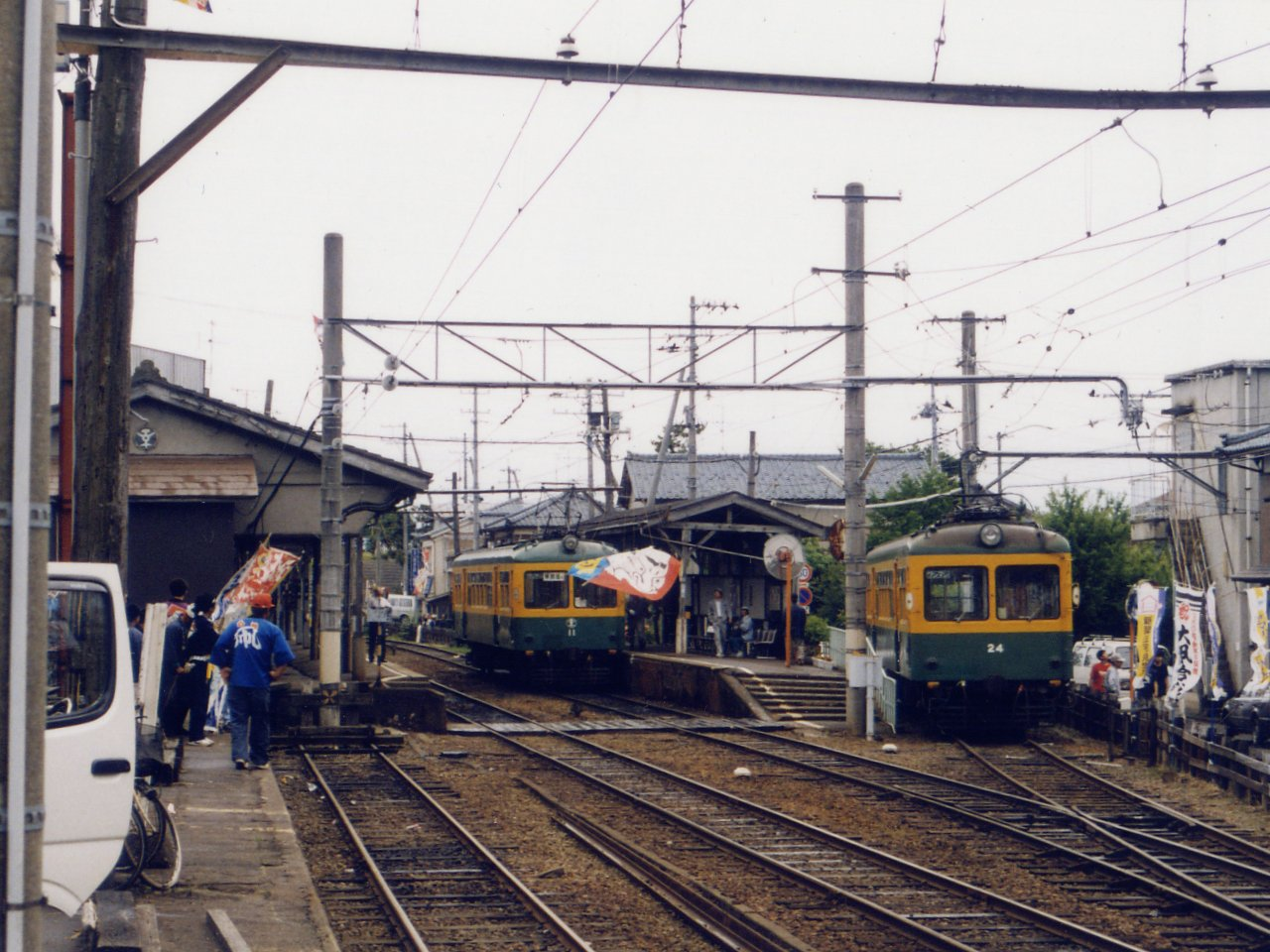
L'ancienne gare de Shirone, en 1997.
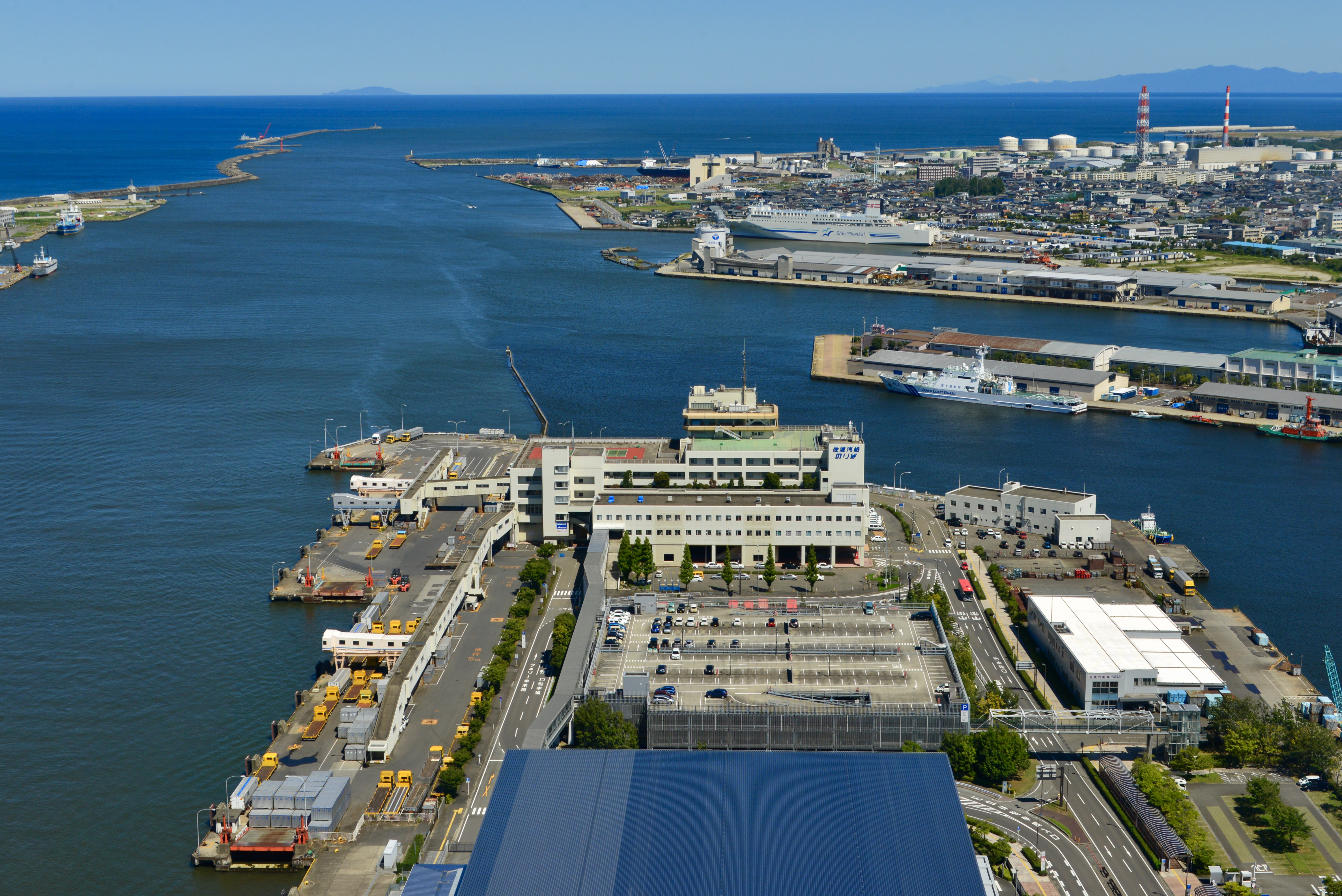
Le port de Niigata.

## Jumelages
Niigate est jumelée avec :
- Galveston (États-Unis) depuis le 28 janvier 1965,
- Khabarovsk (Russie) depuis le 23 avril 1965,
- Harbin (Chine) depuis le 17 décembre 1979,
- Vladivostok (Russie) depuis le 28 février 1991,
- Birobidjan (Russie) ,
- Nantes (France) depuis le 31 janvier 2009[9].

La ville entretient aussi des relations avec :
- Kingston-upon-Hull (Royaume-Uni).

## Personnalités liées à la municipalité
- Aizu Yaichi, poète, calligraphe et historien
- Tetsuo Harada, sculpteur
- Takeshi Obata, mangaka
- Keisho Ohno, joueur de shamisen Tsugaru (instrument traditionnel japonais)
- Ango Sakaguchi, auteur
- Rumiko Takahashi, mangaka
- Akira Yamaoka, compositeur de musique de film, guitariste
- Koharu Kusumi, chanteuse, seiyū, idole japonaise du Hello! Project
- Takashi Amano, photographe et aquariophile renommé ayant notamment créé la tendance du « Nature Aquarium »
- Florent Caron Darras, aussi dit Florent C. Darras, musicien et compositeur français, est né en 1986 à Niigata